# Kamčatka
La penisola della Kamčatka o della Camciatca (in russo полуо́стров Камча́тка?, Poluostrov Kamčatka, pəlʊˈostrəf kɐmˈt͡ɕætkə; talvolta nella grafia anglosassone: Kamchatka) è una penisola lunga 1250 km situata nell'Estremo Oriente russo, dalla superficie di circa 270000 km². L'Oceano Pacifico e il Mare di Ochotsk ne bagnano rispettivamente il litorale orientale e occidentale. Immediatamente al largo, lungo la costa pacifica della penisola, corre la fossa delle Curili, profonda 10500 m.
La penisola della Kamčatka, le isole del Commodoro e l'isola Karaginskij costituiscono il territorio della Kamčatka della Federazione Russa. La quasi totalità dei 322 079 abitanti sono di etnia russa, ma vivono qui anche circa 13 000 Coriachi (2014). Più della metà della popolazione vive nella città di Petropavlovsk-Kamčatskij (179 526 ab. nel 2010) e nella vicina Elizovo (38 980 ab.).
La penisola ospita i vulcani della Kamčatka, un sito Patrimonio dell'UNESCO.
La Kamčatka riceve fino a 2700 mm di precipitazioni all'anno. Un valore così elevato, molto più alto di quelli che si riscontrano nel resto dell'Estremo Oriente Russo, è dovuto ai prevalenti venti occidentali che soffiano dal Mar del Giappone carichi di umidità. Questa poi sale verso l'alto e si infrange sulle alte catene montuose della penisola, condensandosi in pioggia. Le estati sono relativamente fresche e d'inverno sono piuttosto frequenti i temporali, solo in casi molto rari accompagnati da fulmini.

## Geografia

Topografia della penisola della Kamčatka.

Politicamente, la penisola costituisce parte del territorio della Kamčatka. La sua punta meridionale è nota come capo Lopatka. La baia di forma circolare a nord di questo, sul versante pacifico, è la baia dell'Avača, sulla quale sorge la capitale, Petropavlovsk-Kamčatskij. Procedendo verso nord, sempre sul versante pacifico, troviamo le quattro penisole di Šipunskij, Kronockij, Kamčatskij e Ozernoj. A nord della penisola Ozernoj si trova il vasto golfo Karaginskij, al centro del quale sorge l'isola Karaginskij. A nord-est di questo (fuori dalla mappa qui raffigurata) si trova il golfo di Korf con la città di Tilichiki. Alla stessa latitudine, sul lato opposto della penisola, si trova invece il golfo di Šelichov.
I monti della Kamčatka, o Catena Centrale (Sredinnyj chrebet), costituiscono la spina dorsale della penisola. Lungo la costa sud-orientale corrono invece i Vostochny chrebet o Catena Orientale. Tra queste due catene si estende la valle centrale. Il fiume Kamčatka nasce a nord-ovest dell'Avačinskij e scorre a nord attraverso la valle centrale, piega ad est nei pressi di Ključi e si getta nel Pacifico a sud di punta Kamchatskij a Ust'-Kamčatsk. Nel XIX secolo, dai pressi di Ključi partiva un sentiero che, attraverso le montagne, portava fino al fiume Tegil e alla città omonima, che era il principale centro commerciale della costa occidentale. A nord di Tegil si estende il circondario dei Coriacchi, mentre a sud si trova il fiume Icha. Appena a sud delle sorgenti del Kamčatka, il fiume Bistraya curva a sud-ovest per sfociare nel Mare di Ochotsk a Bolsheretsk, che in passato fungeva da porto che collegava la penisola con Ochotsk. A sud della Bistraya scorre il fiume Golygina.
Petropavlovsk-Kamčatskij e gli insediamenti situati nella parte centrale della penisola sono collegati da un'autostrada che conduce a Ust'-Kamčatsk. La strada è asfaltata nella parte meridionale e vicino alle abitazioni, ma è semplicemente ricoperta di ghiaia nella sua metà settentrionale. Un'altra autostrada collega la capitale locale con Bolsheretsk. Su entrambe le strade è disponibile un servizio di bus. La maggior parte delle altre strade sono coperte di ghiaia o sterrate, ed è possibile percorrerle solamente con veicoli fuoristrada. Tuttavia, sulla penisola è garantito un trasporto aereo passeggeri semi-regolare.
L'evidente struttura circolare situata nella valle centrale è il Ključevskaja Sopka, un gruppo vulcanico isolato che sorge a sud-est dell'ansa del fiume Kamčatka. A ovest di punta Kronockij si trova la riserva della biosfera di Kronockij con la Valle dei Geyser. All'estremità meridionale della penisola si estende il rifugio naturale della Kamčatka Meridionale con il lago Kuril. Nella penisola sorgono anche altre riserve naturali.

### Clima
Nonostante la Kamčatka si trovi più o meno alla stessa latitudine della Scozia, l'influsso dei venti artici che soffiano dalla Siberia unito a quello della fredda corrente Oyashio fa sì che la penisola rimanga ammantata dalla neve da ottobre alla fine di maggio. Secondo la classificazione dei climi di Köppen, la Kamčatka presenta generalmente un clima subartico (Dfc), ma le zone più elevate della penisola e quelle poste più a nord presentano un clima polare (ET). La Kamčatka ha un clima più umido e più mite di quello della Siberia orientale. Possiamo definirlo come una sorta di via di mezzo tra il clima ipercontinentale della Siberia e della Cina nord-orientale e il clima oceanico subpolare delle isole Aleutine.
Esistono considerevoli variazioni, tuttavia, tra la costa orientale, piovosa e fortemente ghiacciata, e la più arida e continentale valle dell'interno. Nella penisola Kronockij, ricoperta dai ghiacci, dove le influenze marittime sono più pronunciate, le precipitazioni annue possono raggiungere i 2500 mm, mentre la costa sud-orientale a sud di Petropavlovsk-Kamčatskij riceve generalmente circa 1166 mm di pioggia all'anno. Esistono anche considerevoli variazioni locali: i quartieri meridionali dell'area metropolitana di Petropavlovsk-Kamčatskij possono ricevere perfino 430 mm di pioggia in più all'anno della parte settentrionale della città. Le temperature qui sono molto miti, con massime estive intorno ai 16 °C e minime invernali intorno ai −8 °C, mentre nelle zone maggiormente esposte della costa le temperature diurne superano raramente i 5 °C a causa della persistente nebbia. A sud dei 57 °N, a causa degli inverni relativamente miti e dello spesso manto di neve, non vi è permafrost, mentre più a nord prevale un permafrost discontinuo. La pianura costiera occidentale è caratterizzata da un clima più freddo e più secco, con precipitazioni annue che variano da 880 mm nel sud fino a 430 mm nel nord, dove le temperature invernali diventano notevolmente più fredde, con valori attorno ai −20 °C.
| Petropavlovsk-Kamčatskij | Mesi | Mesi | Mesi | Mesi | Mesi | Mesi | Mesi | Mesi | Mesi | Mesi | Mesi | Mesi | Stagioni | Stagioni | Stagioni | Stagioni | Anno  |
| Petropavlovsk-Kamčatskij | Gen  | Feb  | Mar  | Apr  | Mag  | Giu  | Lug  | Ago  | Set  | Ott  | Nov  | Dic  | Inv      | Pri      | Est      | Aut      | Anno  |
| ------------------------ | ---- | ---- | ---- | ---- | ---- | ---- | ---- | ---- | ---- | ---- | ---- | ---- | -------- | -------- | -------- | -------- | ----- |
| T. max. media (°C)       | −5   | −5   | −2   | 2    | 7    | 12   | 15   | 16   | 13   | 8    | 1    | −4   | −4,7     | 2,3      | 14,3     | 7,3      | 4,8   |
| T. min. media (°C)       | −10  | −9   | −7   | −3   | 1    | 6    | 9    | 10   | 7    | 3    | −3   | −8   | −9       | −3       | 8,3      | 2,3      | −0,3  |
| Precipitazioni (mm)      | 118  | 80   | 84   | 90   | 64   | 53   | 62   | 91   | 111  | 174  | 130  | 109  | 307      | 238      | 206      | 415      | 1 166 |

La valle interna del fiume Kamčatka, dove sorge Ključi, riceve una quantità di precipitazioni molto inferiore (con valori compresi tra i 450 e i 650 mm annui) ed ha temperature decisamente più continentali, che possono raggiungere i 19 °C in una tipica giornata estiva e scendere fino a −41 °C negli inverni più gelidi. Nella parte inferiore della valle prevale un permafrost sporadico, che diventa sempre più diffuso nelle zone più elevate, mentre a nord dei 55 °N prevalgono ghiacciai e permafrost continuo.
| Ključi              | Mesi | Mesi | Mesi | Mesi | Mesi | Mesi | Mesi | Mesi | Mesi | Mesi | Mesi | Mesi | Stagioni | Stagioni | Stagioni | Stagioni | Anno |
| Ključi              | Gen  | Feb  | Mar  | Apr  | Mag  | Giu  | Lug  | Ago  | Set  | Ott  | Nov  | Dic  | Inv      | Pri      | Est      | Aut      | Anno |
| ------------------- | ---- | ---- | ---- | ---- | ---- | ---- | ---- | ---- | ---- | ---- | ---- | ---- | -------- | -------- | -------- | -------- | ---- |
| T. max. media (°C)  | −12  | −10  | −4   | 2    | 9    | 16   | 19   | 18   | 13   | 6    | −5   | −11  | −11      | 2,3      | 17,7     | 4,7      | 3,4  |
| T. min. media (°C)  | −19  | −17  | −14  | −6   | 1    | 6    | 10   | 9    | 4    | −2   | −11  | −17  | −17,7    | −6,3     | 8,3      | −3       | −4,7 |
| Precipitazioni (mm) | 80   | 43   | 41   | 32   | 61   | 40   | 67   | 78   | 63   | 63   | 43   | 75   | 198      | 134      | 185      | 169      | 686  |

I mesi estivi, con temperature massime comprese tra i 15 e i 20 °C, sono i più popolari tra i turisti, ma un crescente interesse per gli sport invernali fa del turismo un'attività prospera durante tutto l'anno. I vulcani e i ghiacciai giocano un ruolo importante nel plasmare il clima della Kamčatka, e le sorgenti termali hanno consentito la sopravvivenza a decine di specie decimate durante l'ultima era glaciale.

### Geologia
Il fiume Kamčatka e i lati della vallata centrale circostanti sono fiancheggiati da vaste cinture vulcaniche costituite da circa 160 vulcani, 29 dei quali tuttora attivi. La penisola ha un'alta densità di vulcani e di fenomeni di vulcanismo secondario, con 19 vulcani attivi compresi nelle sei suddivisioni che vanno a costituire il sito Patrimonio dell'UNESCO dei Vulcani della Kamčatka. Per tale motivo la Kamčatka è nota anche come la «penisola di fuoco».
Il vulcano più alto è il Ključevskaja Sopka (4750 m), il più grande vulcano attivo dell'emisfero boreale, mentre il più impressionante è il Kronockij, che, con il suo cono perfetto, è stato definito dai vulcanologi Robert e Barbara Decker «il vulcano più bello del mondo». Meglio accessibili sono i tre vulcani visibili da Petropavlovsk-Kamčatskij: il Korjakskij, l'Avačinskij e il Kozelskij. Al centro della penisola è situata la famosa Valle dei Geyser, andata parzialmente distrutta in seguito a un'imponente colata di fango nel giugno del 2007.
In questi siti vulcanici vivono alcuni microrganismi estremofili in grado di sopravvivere in ambienti estremamente caldi.
A causa della vicina fossa delle Curili, si verificano frequentemente eventi sismici con ipocentro profondo e tsunami. Tre megasismi, della magnitudo di circa 9,3, 9,0 e 8,8, rispettivamente, avvennero al largo della costa il 16 ottobre 1737, il 4 novembre 1952 (ora locale 5 novembre), generando onde tsunami fino a 18 m lungo le coste delle Curili e il 29 luglio 2025 (ora locale 30 luglio), con onde tsunami fino a 5 m sulla costa russa, 1,3 m in Giappone e 1,7 m alle Hawaii, provocando evacuazioni in numerose regioni del Pacifico. Una serie di terremoti più superficiali è stata registrata in epoca più recente, nell'aprile del 2006. Un terremoto della magnitudo 7,7 con ipocentro a 10 km di profondità si è verificato nell'oceano Pacifico, a circa 202 km a est/sud‑est di Nikol'skoe il 18 luglio 2017.

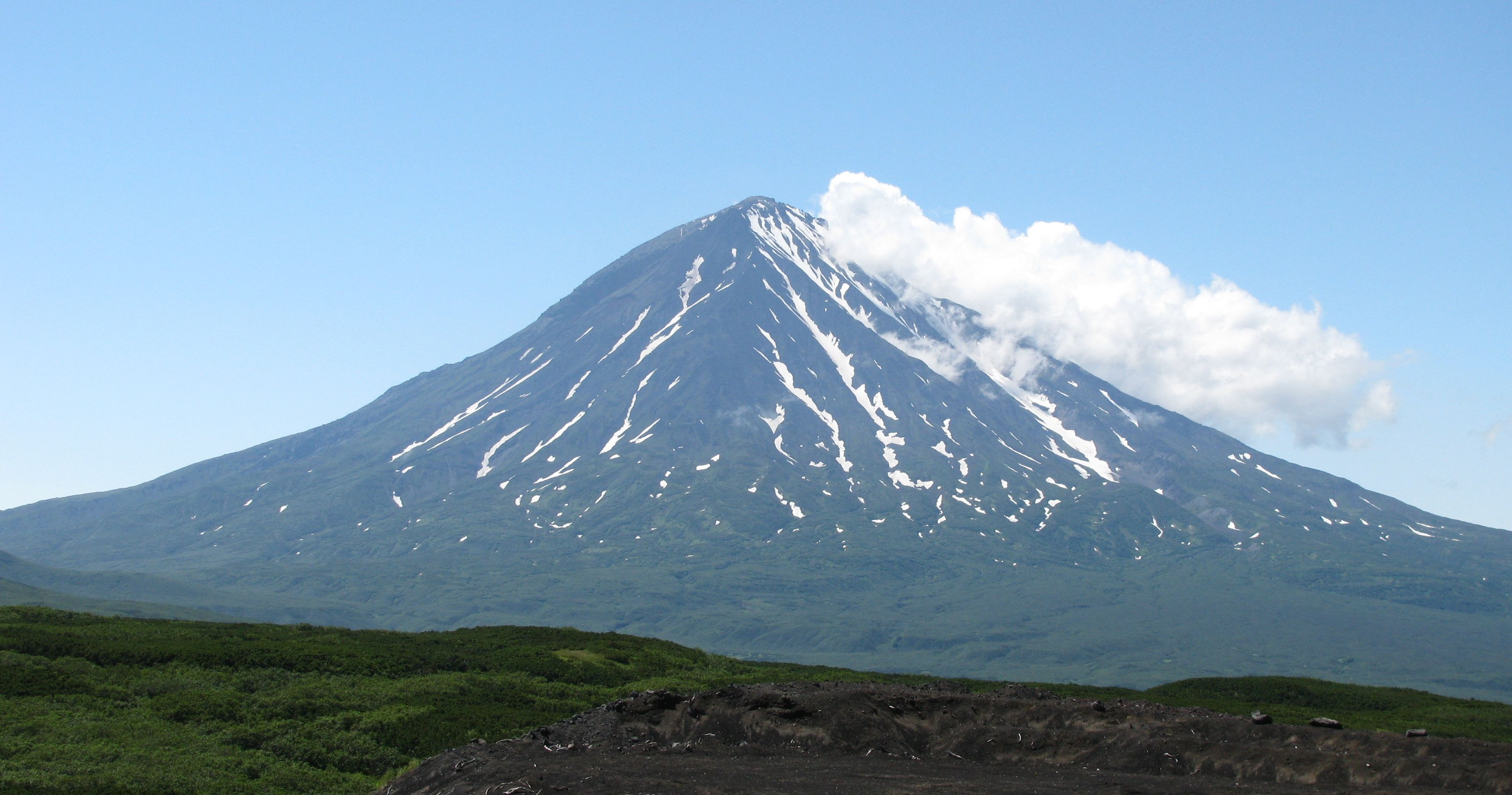
Il vulcano Opala, nel sud della penisola.
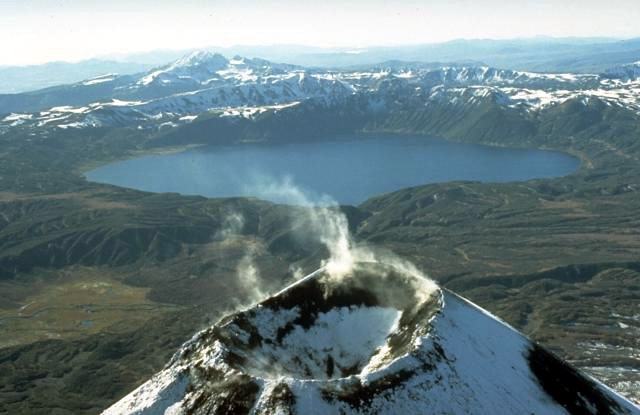
La caldera ricoperta da un lago dell'Akademia Nauk, qui vista dal nord, con il vulcano Karymskij sullo sfondo.
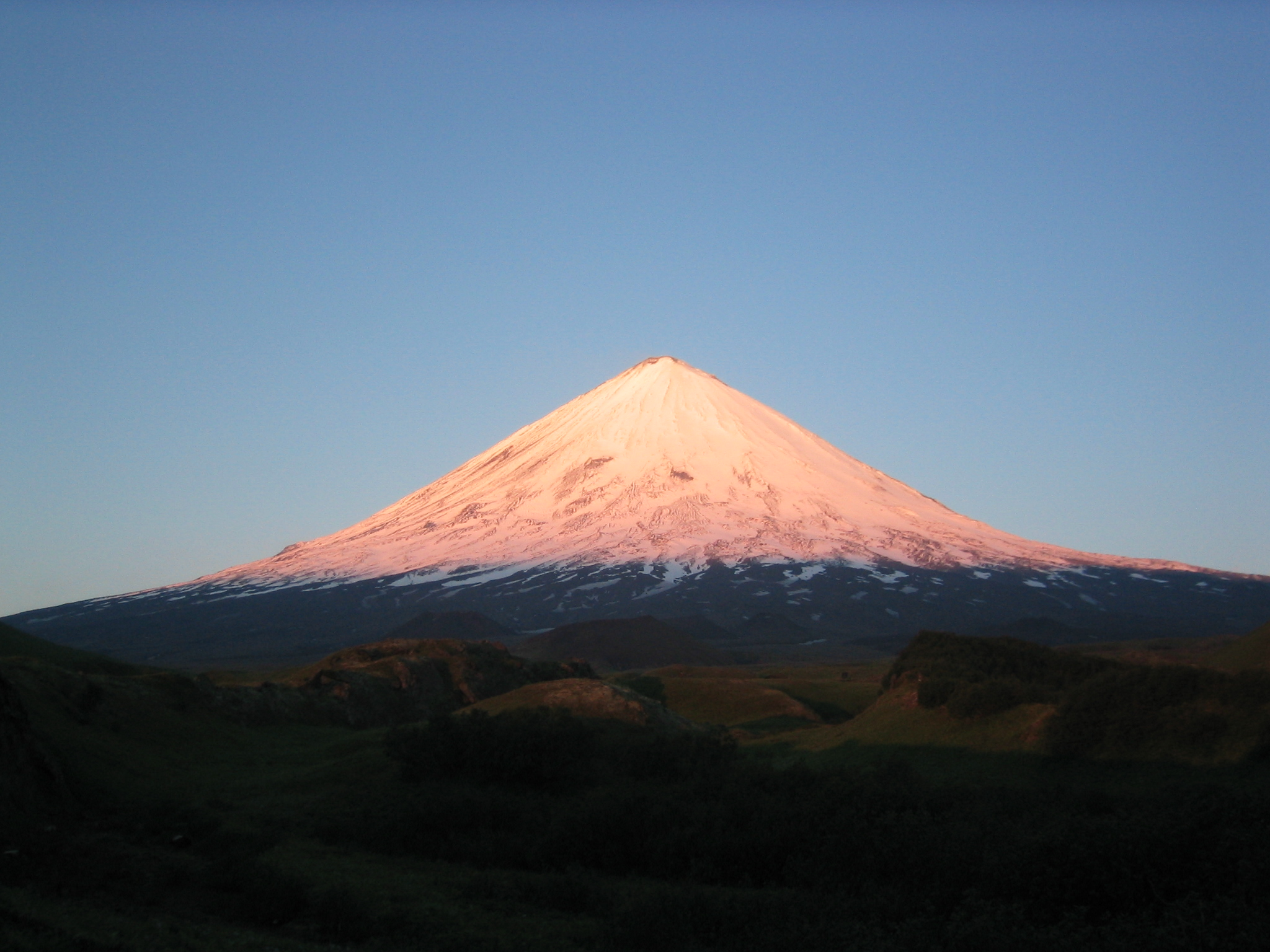
Il Ključevskaja Sopka.

## Flora e fauna

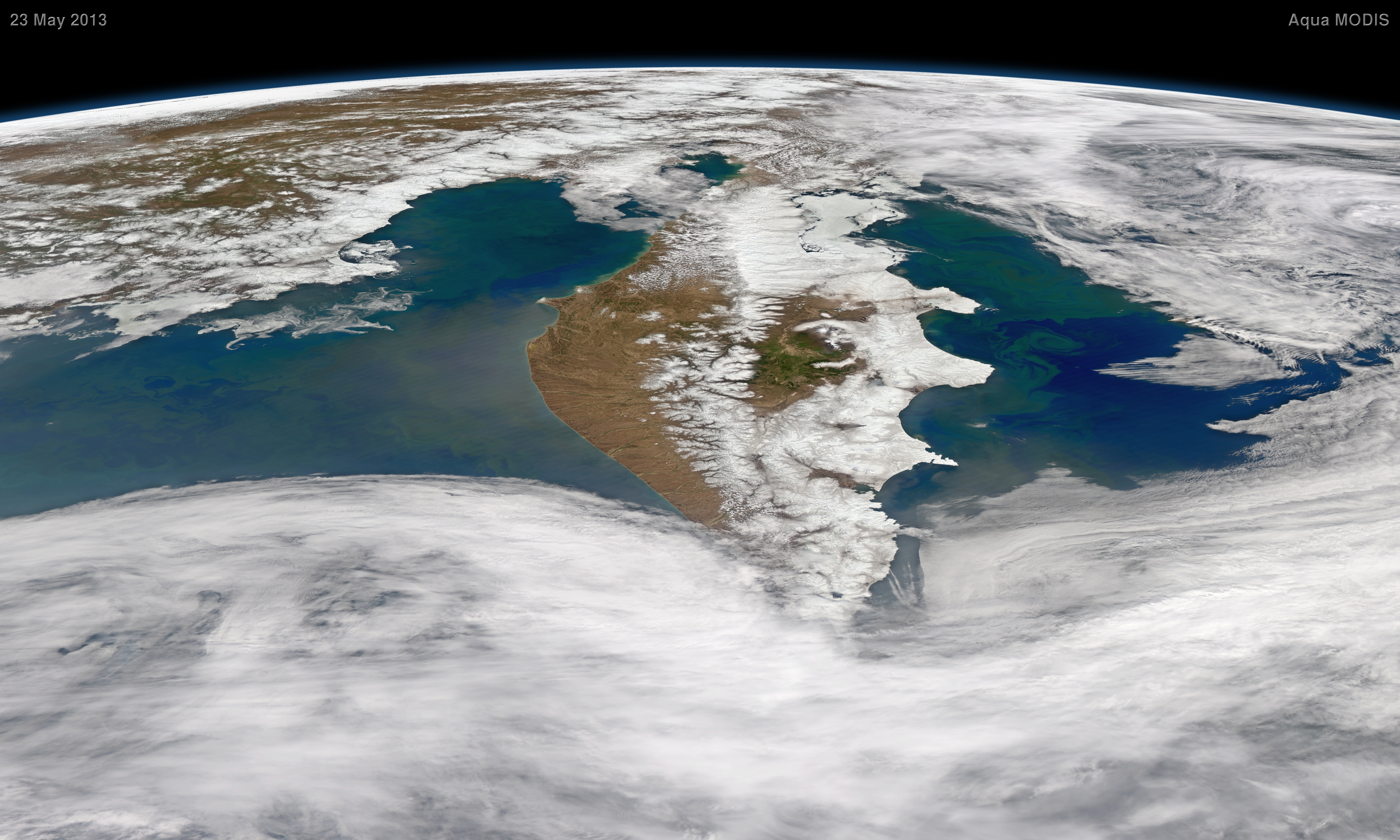
Fioritura algale nelle acque della Kamčatka nel 2013.

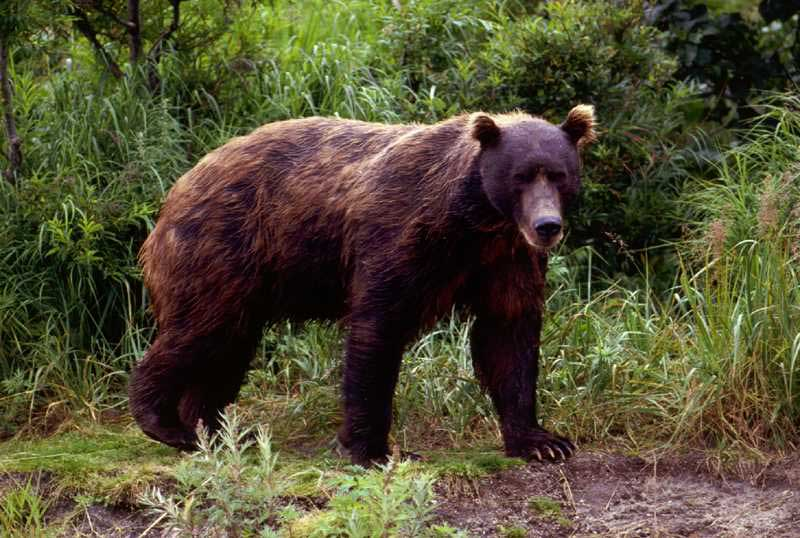
Orso bruno della Kamčatka in primavera.

La Kamčatka vanta una flora abbondante. Le condizioni climatiche variabili rendono possibile lo sviluppo di ambienti naturali diversi, con prevalenza di tundra e muskeg, ma non mancano anche praterie erbose, boscaglie e foreste di pini, betulle, ontani e salici. L'ampia varietà di forme vegetali diffuse in tutta la penisola favorisce una simile diversità delle specie animali che di esse si nutrono. Nonostante la Kamčatka sia per lo più ricoperta dalla tundra, alberi di latifoglie e di conifere sono abbondanti e si possono trovare foreste in tutta la penisola.
La Kamčatka ospita una fauna ricca e diversificata. Questo è dovuto a molti fattori, tra cui l'ampia varietà di climi, le condizioni topografiche differenti, la grande abbondanza di fiumi non sbarrati da dighe, la vicinanza alle acque altamente produttive dell'oceano Pacifico nord-occidentale e dei mari di Bering e di Ochotsk, la bassa densità di popolazione umana e l'antropizzazione del territorio ridotta al minimo. La penisola vanta anche la distesa di tundra artica più a sud del mondo. Tuttavia, lo sfruttamento commerciale delle risorse marine e, nel passato, il prelievo incontrollato di animali da pelliccia hanno messo a dura prova numerose specie.
La Kamčatka è famosa per l'abbondanza e le grosse dimensioni dei suoi orsi bruni. Nella riserva naturale di Kronockij si stima che vi siano da tre a quattro orsi ogni 100 km². Altri animali degni di nota sono carnivori quali il lupo (Canis lupus), la volpe polare (Alopex lagopus), la volpe rossa (Vulpes vulpes), la lince comune (Lynx lynx), il ghiottone (Gulo gulo), lo zibellino (Martes zibellina), la lontra comune (Lutra lutra), l'ermellino (Mustela erminea) e la donnola (Mustela nivalis). La penisola fornisce habitat adatto anche ad alcuni grandi ungulati, tra cui la pecora delle nevi (Ovis nivicola), la renna (Rangifer tarandus) e l'alce (Alces alces), qui presente con la sottospecie buturlini, una delle più grandi del mondo e la più grande d'Eurasia; e a roditori e leporidi, come la lepre variabile (Lepus timidus), la marmotta e alcune specie di lemming e scoiattoli. La penisola costituisce un territorio di nidificazione per l'aquila di mare di Steller, una delle aquile più grandi del mondo, l'aquila reale e il girifalco.
Molto probabilmente la Kamčatka ospita la maggiore diversità al mondo di pesci salmonidi, comprese tutte e sei le specie anadrome di salmone del Pacifico (il salmone reale, il salmone keta, il salmone argentato, il salmone giapponese, il salmone rosa e il salmone rosso). A causa delle sue condizioni ambientali uniche, i biologi stimano che un quinto di tutti i salmoni del Pacifico siano originari della Kamčatka. Il lago Kuril è riconosciuto come il più grande terreno di riproduzione in Eurasia del salmone rosso. In risposta alla pressione del bracconaggio e alla diminuzione su scala globale delle riserve di salmone, circa 24000 km² lungo nove dei più produttivi fiumi di salmoni sono in procinto di essere dichiarati riserva naturale. Anche varie specie di spinarello, specialmente Gasterosteus aculeatus e Pungitius pungitius, si incontrano in molte acque costiere e sono probabilmente presenti anche in acqua dolce.
Tra i cetacei che frequentano le acque altamente produttive del Pacifico nord-occidentale e del mare di Ochotsk figurano orche, focenoidi, focene, megattere, capodogli e balenottere comuni. Meno di frequente si possono incontrare le balene grigie (della popolazione orientale), la rarissima balena franca nordpacifica, la balena della Groenlandia, gli zifidi e le balenottere minori. La balenottera azzurra si alimenta sulla piattaforma sud-orientale in estate. Tra i pinnipedi, leoni marini di Steller, callorini dell'Alaska, foche maculate e foche comuni sono abbondanti lungo gran parte delle coste della penisola. Più a nord, si possono incontrare lungo il litorale pacifico trichechi e foche barbate, mentre le foche fasciate si riproducono sui ghiacci del golfo Karaginskij. Le lontre di mare sono concentrate principalmente all'estremità meridionale della penisola.
Tra gli uccelli marini figurano uriette, fulmari boreali, urie di Brünnich e comuni, gabbiani tridattili, pulcinella dai ciuffi e cornuti, cormorani facciarossa e pelagici e molte altre specie. Tipica dei mari del nord, la fauna marina è altrettanto ricca. Di importanza commerciale sono il granchio della Kamčatka (o granchio reale), il pettine, il calamaro, il merlano, il merluzzo, l'aringa, l'halibut e alcune specie di pesci piatti.

## Storia

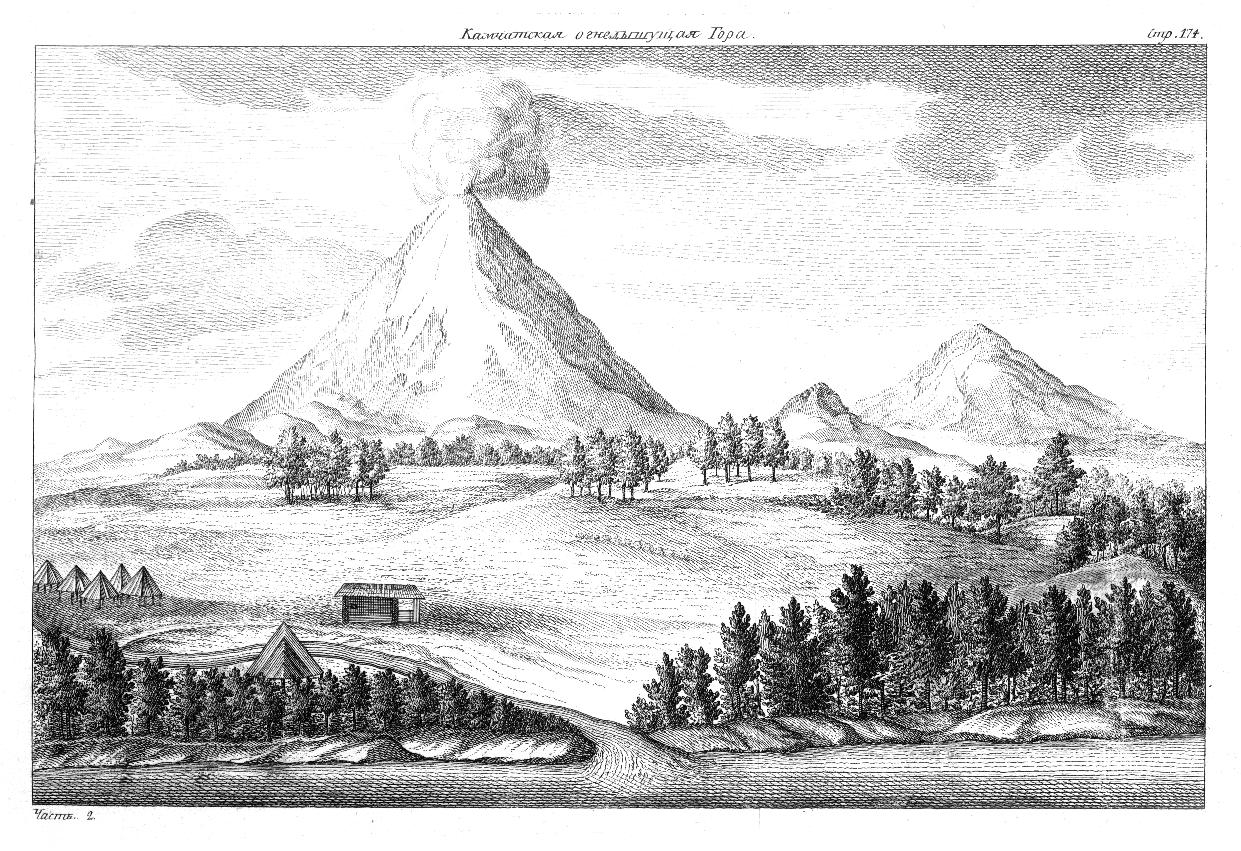
Illustrazione tratta da Account of the Land of Kamchatka (1755) di Stepan Krašeninnikov.

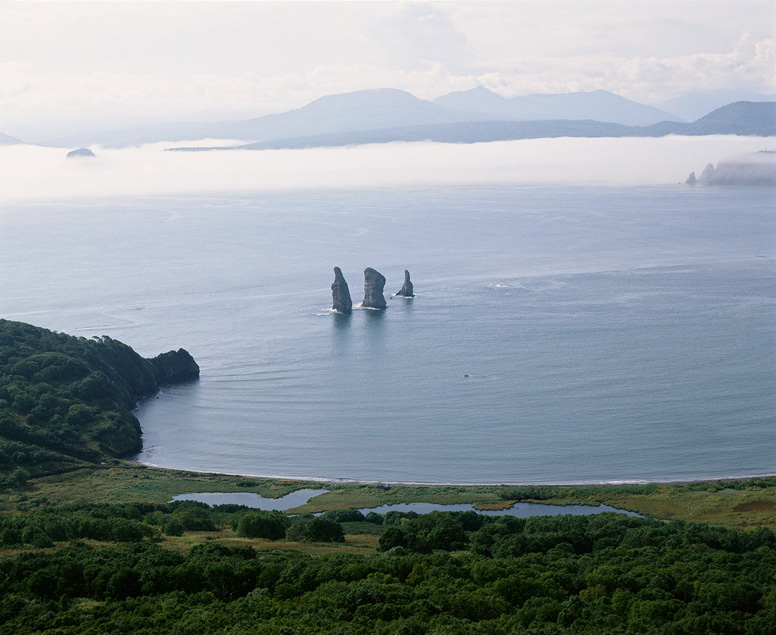
I Tre Fratelli, scogli nella baia dell'Avača.

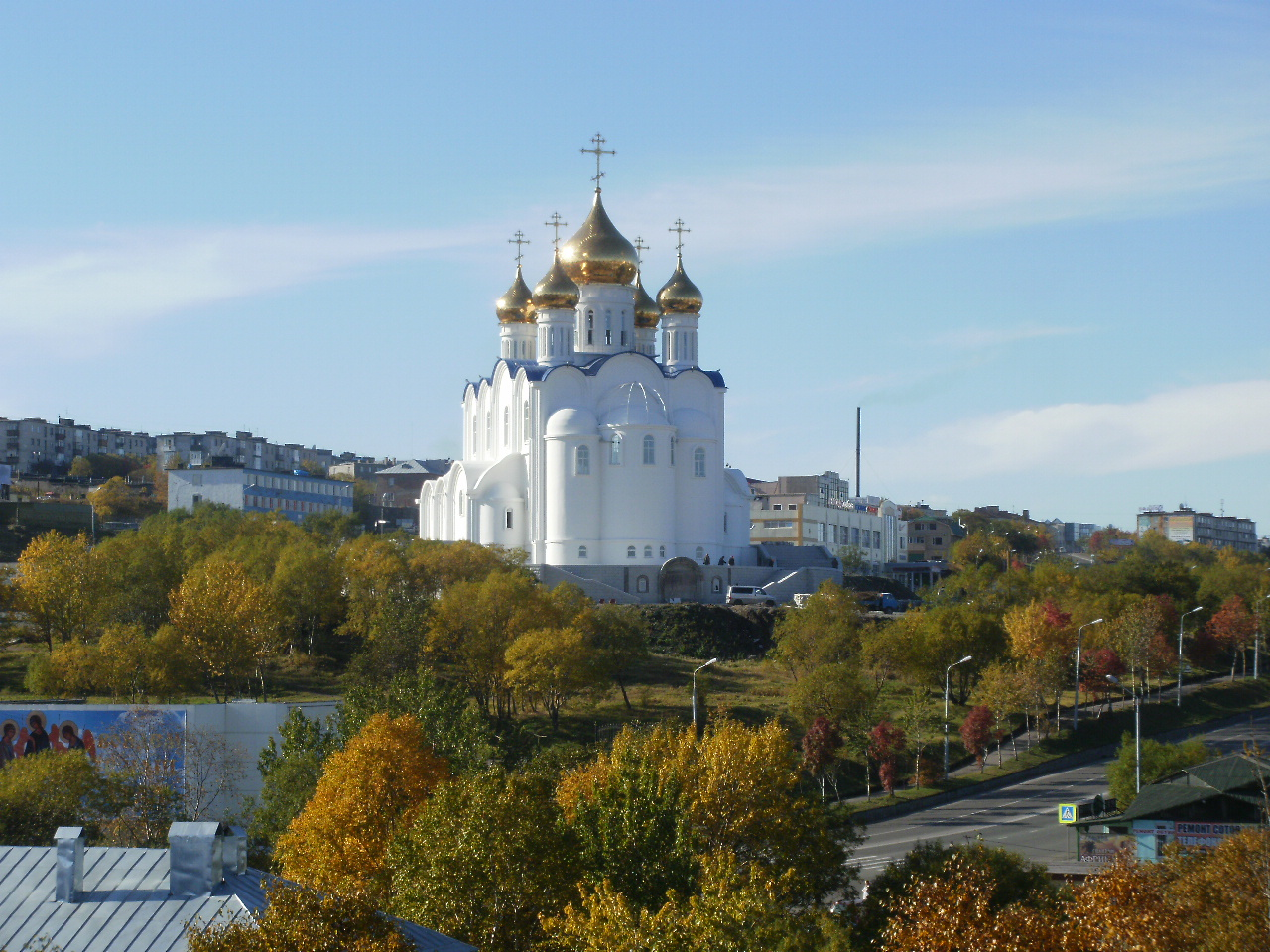
La cattedrale della Santissima Trinità di Petropavlovsk-Kamčatskij.

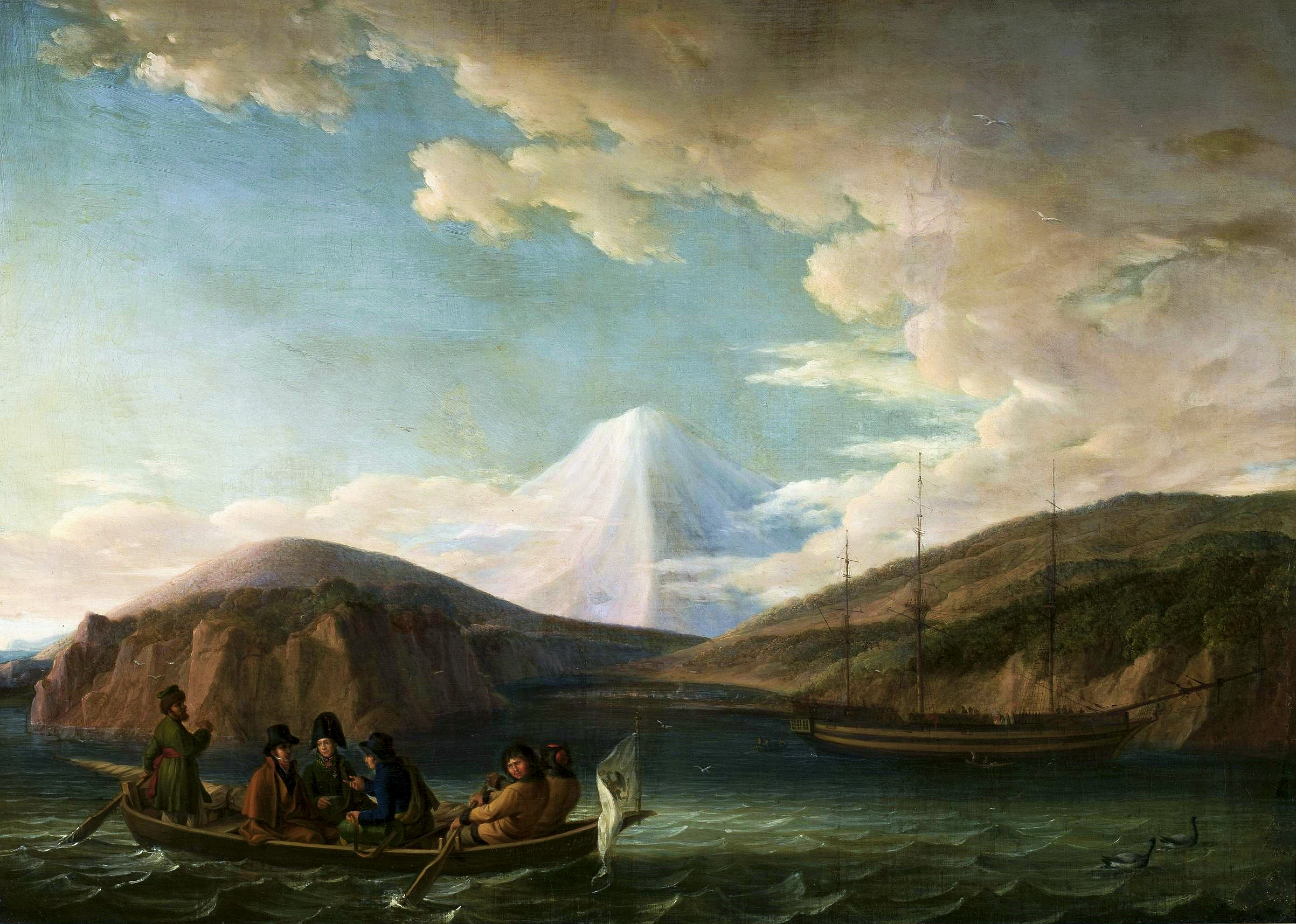
Adam Johann von Krusenstern nella baia dell'Avača di Friedrich Georg Weitsch, 1806 ca., Museo Nazionale di Varsavia.

Quando l'esploratore russo Ivan Moskvitin raggiunse il Mare di Ochotsk nel 1639, ulteriori spedizioni verso est furono ostacolate dalla mancanza di maestranze in grado di costruire navi che potessero affrontare l'oceano, mentre il bellicoso popolo dei Coriacchi rendeva difficile procedere in direzione nord-est. Di conseguenza, i russi giunsero in Kamčatka penetrandovi dal nord. Nel 1651, dopo aver assistito alla fondazione dell'ostrog di Anadyrsk, l'esploratore Michail Staduchin si diresse a sud, seguendo la costa del mare di Ochotsk dalla baia della Penžina fino a Ochotsk. Più o meno a partire dal 1667, si iniziò ad avere notizie del fiume Kamčatka, situato più a sud. In un periodo precedente al 1700 un gruppo di russi fece naufragio sulle coste della Kamčatka, ma nessuno di loro sopravvisse.
Nel 1695 l'esploratore Vladimir Atlasov divenne comandante di Anadyrsk. Nel 1696 inviò il cosacco Luka Morozko verso sud. Morozko giunse fino al fiume Tigil' e ritornò indietro con i resoconti delle terre visitate e portando con sé alcuni scritti in una lingua misteriosa, probabilmente giapponese. Nel 1697-1699 Atlasov esplorò quasi per intero la penisola. Costruì un ostrog a Verkhny-Kamchatsk, trasse in salvo o catturò un naufrago giapponese e tornò a Mosca per riferire. Nel 1699 i russi che erano rimasti a Verkhny-Kamchatsk furono uccisi sulla via del ritorno ad Anadyrsk dai Coriacchi. Nel 1700 i russi lanciarono una spedizione punitiva, distruggendo un villaggio coriacco e fondando Nizhne-Kamchatsk sul corso inferiore del fiume Kamčatka. Bolskeretsk venne fondata nel 1703. A partire dal 1705 la situazione iniziò a farsi delicata. Vi furono numerosi ammutinamenti e ribellioni indigene in tutta la penisola e nella zona abitata dai Coriacchi, lungo la baia della Penžina e il golfo Oljutorskij. Diverse persone furono inviate nell'area per ristabilire l'ordine, tra cui lo stesso Atlasov, che venne assassinato nel 1711. Vasily Merlin ripristinò più o meno la situazione tra il 1733 e il 1739. Dopo il 1756, comunque, non vi fu più alcuna insurrezione degna di nota. Inoltre, una grave epidemia di vaiolo scoppiata nel 1768-1769 decimò rapidamente la popolazione nativa; i circa 2 500 Itelmeni presenti nel 1773 furono ridotti a 1 900 nel 1820, da una popolazione originaria di 12 000-25 000 individui. Altre popolazioni gli Itelmeni furono gradualmente russificati.
Nel 1713 Pietro il Grande inviò dei costruttori navali a Ochotsk. Venne costruita una nave di sedici metri che salpò alla volta del fiume Tigil' nel giugno del 1716. Questo viaggio della durata di una settimana, successivamente diretto verso Bolseretsk, divenne la rotta abituale per raggiungere la Kamčatka. Nel 1720 Ivan Evreinov mappò la Kamčatka e le Curili. L'esploratore danese Vitus Bering lasciò Nezhe-Kamchatsk alla volta del suo primo viaggio nel 1728 e, durante il suo secondo viaggio, fondò Petropavlovsk-Kamčatskij nel 1740.
La seconda spedizione in Kamčatka di Vitus Bering (1733-1743 circa), al servizio della Marina russa, portò alla definitiva «apertura» al mondo occidentale della Kamčatka, grazie anche al fatto che il governo russo iniziò ad utilizzare l'area come luogo di confino per i dissidenti, tra cui il Conte di Beniowski, esploratore e ribelle slovacco, inviato qui nel 1770. Nel 1755 Stepan Krašeninnikov pubblicò la prima descrizione dettagliata della penisola, An Account of the Land of Kamchatka. Il governo russo incoraggiò le attività commerciali della Compagnia russo-americana concedendo terre a chiunque si trasferisse nella penisola. Nel 1812 la popolazione indigena era scesa a meno di 3 200, mentre la popolazione russa era salita a 2 500.
Nel 1854 i francesi ed i britannici, in lotta contro l'esercito russo durante la guerra di Crimea, attaccarono Petropavlovsk. Durante l'assedio della città, 988 uomini con solo 68 cannoni riuscirono a difendere l'avamposto contro 6 navi con 206 cannoni e 2 540 soldati francesi e britannici. Nonostante l'eroica difesa, i russi non considerarono più la difesa di Petropavlovsk come una priorità strategica dopo il ritiro delle forze francesi e britanniche. L'anno successivo, quando una seconda flotta nemica tornò ad attaccare il porto, lo trovarono deserto. Frustrati, i marinai bombardarono la città e si ritirarono.
Il 24 maggio 1861, la nave Polar Star (475 tonnellate), di New Bedford, naufragò sulla costa occidentale della Kamčatka a causa della fitta nebbia e di una burrasca. Il capitano e l'intero equipaggio di una scialuppa morirono nel tentativo di raggiungere la riva. Il resto dell'equipaggio fu salvato dal brigantino Alice, di Cold Spring, e dalla nave Oliver Crocker, anch'essa di New Bedford.
Il 21 maggio 1865, la guerra civile americana giunse nell'area: l'incrociatore Shenandoah, della Marina degli Stati Confederati, doppiò l'estremità meridionale della penisola della Kamčatka per andare a caccia di navi baleniere statunitensi nel Mare di Ochotsk. Essendo un vascello adibito alla guerra di corsa, il CSS Shenandoah mirava a distruggere le navi mercantili yankee in modo da attirare su di sé l'attenzione delle navi unioniste e allentare così il blocco navale lungo gli Stati Confederati. L'incrociatore trascorse quasi tre settimane nel mare, distruggendo solo una nave a causa dei pericolosi ghiacci alla deriva, prima di spostarsi nel Pacifico settentrionale, dove catturò o attaccò 24 baleniere, affondandone la maggior parte.
I successivi cinquant'anni furono un periodo difficile per la Kamčatka. Il porto militare venne trasferito ad Ust-Amur, e nel 1867 la Russia vendette l'Alaska agli Stati Uniti, rendendo Petropavlovsk obsoleto come punto di transito per i commercianti e gli esploratori in viaggio verso i territori americani. Nel 1860 venne istituito l'oblast' di Primorje (cioè del Litorale), e la Kamčatka entrò a far parte della sua giurisdizione. Nel 1875 la Russia cedette le isole Curili al Giappone in cambio della sovranità sull'isola di Sachalin. La popolazione russa della Kamčatka rimase stabile sui 2 500 abitanti fino alla fine del secolo, mentre quella nativa aumentò a 5000. Durante il XIX secolo, l'esplorazione scientifica della penisola continuò. Karl von Ditmar intraprese un importante viaggio nella penisola nel 1851-54.
Durante la seconda guerra mondiale (1939-45) la Kamčatka non fu teatro di scontri, fatta eccezione per il suo ruolo come rampa di lancio per l'invasione delle Curili nell'agosto del 1945. Dopo la guerra, le autorità sovietiche dichiararono la Kamčatka zona militare: essa rimase chiusa ai cittadini sovietici fino al 1989 e agli stranieri fino al 1990. Nel 1952 e nel 2025 la penisola della Kamčatka è stata l'epicentro di 2 terremoti: il primo di magnitudo 9.0, il secondo di magnitudo 8.8, causati nella  zona di subduzione della fossa delle Curili fra la placca pacifica e la placca nordamericana, nella cosiddetta cintura di fuoco dell' Oceano Pacifico.

## Popolazione e amministrazione
Amministrativamente la Kamčatka fa parte del territorio della Kamčatka (insieme con parte del continente, le isole del Commodoro e l'isola Karaginskij). Fino al 2007 essa era rimasta suddivisa tra due unità amministrative russe (oblast' di Kamčatka e circondario dei Coriacchi), ma a partire da quello stesso anno i due territori sono stati riuniti a formare il territorio della Kamčatka (che però si estende anche oltre i limiti della penisola stessa).
La popolazione si aggira intorno alle 400 000 persone, in assoluta maggioranza russe; la minoranza etnica dominante è quella dei Coriacchi (una popolazione siberiana); sono presenti anche i Camciadali. La densità di popolazione è bassissima, dal momento che la già scarsa popolazione è concentrata per una percentuale maggioritaria nella città di Petropavlovsk-Kamčatskij e nelle sue zone suburbane.